# تاتسویا کیمورا
تاتسویا کیمورا (انگلیسی: Tatsuya Kimura؛ زادهٔ ۲۹ ژوئن ۱۹۶۴) تهیه‌کننده فیلم، Critic and Music Producer اهل ژاپن است.
از فیلم‌ها یا برنامه‌های تلویزیونی که وی در آن نقش داشته‌است می‌توان به کتاب بالش اشاره کرد.